# Lee Jong-hyun
Lee Jong-hyun (hangul: 이종현; hanja: 李宗泫; rr: I Jong-hyeon; MR: Yi Jonghyŏn; nascido em 15 de maio de 1990) é um músico, cantor, compositor e ator sul-coreano. Ele era o guitarrista e vocalista da banda de rock sul-coreana CNBLUE . Lee fez sua estreia como ator no filme Acoustic em 2010, seguido por sua estreia na televisão através do drama coreano A Gentleman's Dignity em 2012. Posteriormente, apareceu nos dramas de televisão Orange Marmalade (2015) e Lingerie Girls 'Generation (2017).

## Discografia

### Álbuns
| Título          | Detalhes                                                                                             | Melhores posições | Vendas        |
| Título          | Detalhes                                                                                             | JPN               | Vendas        |
| --------------- | --- | ----------------- | ------------- |
| Sparkling Night | - Lançamento: 27 de julho de 2016 - Gravadora: Warner Music Japan - Formatos: CD, download digital   | 7                 | - JPN: 13,529 |
| Metropolis      | - Lançamento: 24 de janeiro de 2018 - Gravadora: Warner Music Japan - Formatos: CD, download digital | 7                 | - JPN: 9,462+ |

### Singles
| 2010 | "High Fly" (com Kang Min-hyuk)              | 102 | —  |                        | Acoustic OST                                    |
| 2012 | 내 사랑아 ("My Love")                       | 4   | 2  | - KOR (DL): 2,187,150+ | A Gentleman's Dignity OST 2                     |
| 2013 | 사랑이 내려 ("Love Falls") (com Juniel)     | 27  | 52 | - KOR (DL): 112,735+   | Romantic J: Winter Special Digital Single Album |
| 2014 | 사실은 말야 ("Young Love") (com Melody Day) | 76  |    | - KOR (DL): 52,666+    | Digital Single                                  |
| "—" denota lançamentos que não entraram em chart ou não foram lançados nessa região. Nota – Billboard K-Pop Hot 100 Chart foi estabelecida em agosto de 2011. |                                             |     |    |                        |                                                 |

### Álbuns de vídeo
| Título                                                                                     | Detalhes                                                                                     | Melhores posições | Melhores posições | Vendas       |
| Título                                                                                     | Detalhes                                                                                     | JPN DVD           | JPN Blu-ray       | Vendas       |
| ------------------------------------------------------------------------------------------ | -------------------------------------------------------------------------------------------- | ----------------- | ----------------- | ------------ |
| 1st Solo Concert in Japan ～Welcome to SPARKLING NIGHT～ Live at Tokyo International Forum | - Lançamento: 7 de dezembro de 2016 - Gravadora: Warner Music Japan - Formatos: DVD, Blu-ray | 13                | 24                | - JPN: 3,865 |

## Filmografia

### Televisão
| Ano  | Emissora              | Título                             | Papel            | Notas                  |
| ---- | --------------------- | ---------------------------------- | ---------------- | ---------------------- |
| 2012 | SBS                   | A Gentleman's Dignity              | Collin Black     |                        |
| 2013 | KBS2                  | Drama Special – Adolescence Medley | Yang Yeong-woong | participação, Ep 2-3   |
| 2014 | LINE TV               | One Sunny Day                      | Couple guy       | participação, Ep 4 & 8 |
| 2015 | KBS2                  | Orange Marmalade                   | Han Si-hoo       |                        |
| 2017 | NAVER TVcast, Netflix | My Only Love Song                  | On Dal           |                        |
| 2017 | KBS2                  | Lingerie Girls’ Generation         | Joo Young-choon  |                        |
| 2018 | OCN                   | That Man Oh Soo                    | Oh Soo           |                        |

### Filmes
| Ano  | Título      | Papel         | Notas                      |
| ---- | ----------- | ------------- | -------------------------- |
| 2010 | Acoustic    | Kim Seong-won | Segmento: Ataque a Padaria |
| 2018 | Ikiru Machi | Do-Hyun       |                            |